# Палац у Неборові
Палац у Неборові  (пол. Pałac w Nieborowie) — палацово-парковий ансамбль 17-19 століть у ґміні Неборув, філія Національного музею (Варшава).

## Історія
Поселення відоме з 14 століття. У 16 столітті виникає садиба перехідного стилю від пізньої готики до ренесансу. Володарями була родина Неборовських, які продали маєтність кардиналу Міхалові Стефану Радзеєвському.

### У добу бароко
З 1694 р. кардинал залучив до проєктування та будівництва відомого польського архітектора, нідерландця за походженням Тильмана Ґамерського. Він створив палац у формах стриманого бароко та регулярний сад (залишки саду бароко реставровані і відомі в Польщі).

З 1774 р. володар замку — князь Міхал Єронім Радзівілл, у майбутньому — губернатор міста Вільно. Радзівілл розбудовує сад бароко, переробляє частину інтер'єрів і наповнює палац творами мистецтва. За часів володарювання князя палац прикрасили: 

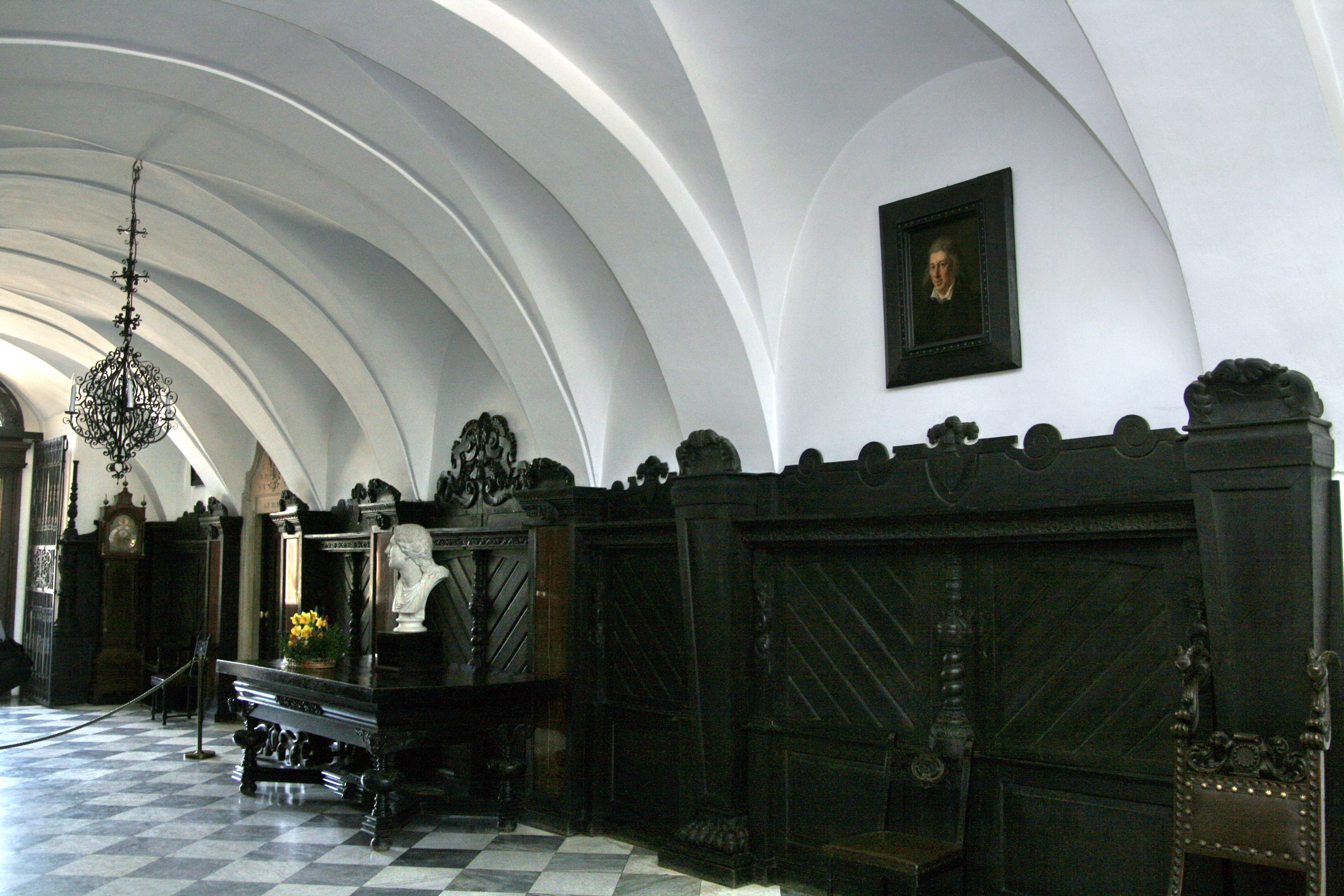
Палац у Неборові, вестибюль.

- картинна галерея (твори митців Голландії, Іспанії, Німеччини, Італії),
- колекція меблів,
- бібліотека на 10 тисяч примірників, серед яких були і інкунабули 15 століття,
- кабінет гравюр та малюнків (близько 15 тисяч аркушів).

### У 19 столітті
По смерті князя у 1831 р. маєток декілька років не мав володаря через сперечання нащадків за спадок. Садиба перейшла до Зігмунда Радзівілла, який почав розпродавати майно заради прибутку, в тому числі ділянки саду Аркадія. Найкраща частина картинної галереї та бібліотеки була розпродана на аукціонах у Парижі. З 1879 р. володарем став племінник Петро Міхал Радзівілл, який викупив ділянки саду Аркадія. У 1881 р. створив у садибі керамічну мануфактуру та майстерню по виготовленню меблів. Міхал Радзівілл відновив і палацову бібліотеку, хоча й не колишніми зразками. Він помер у 1903 р.

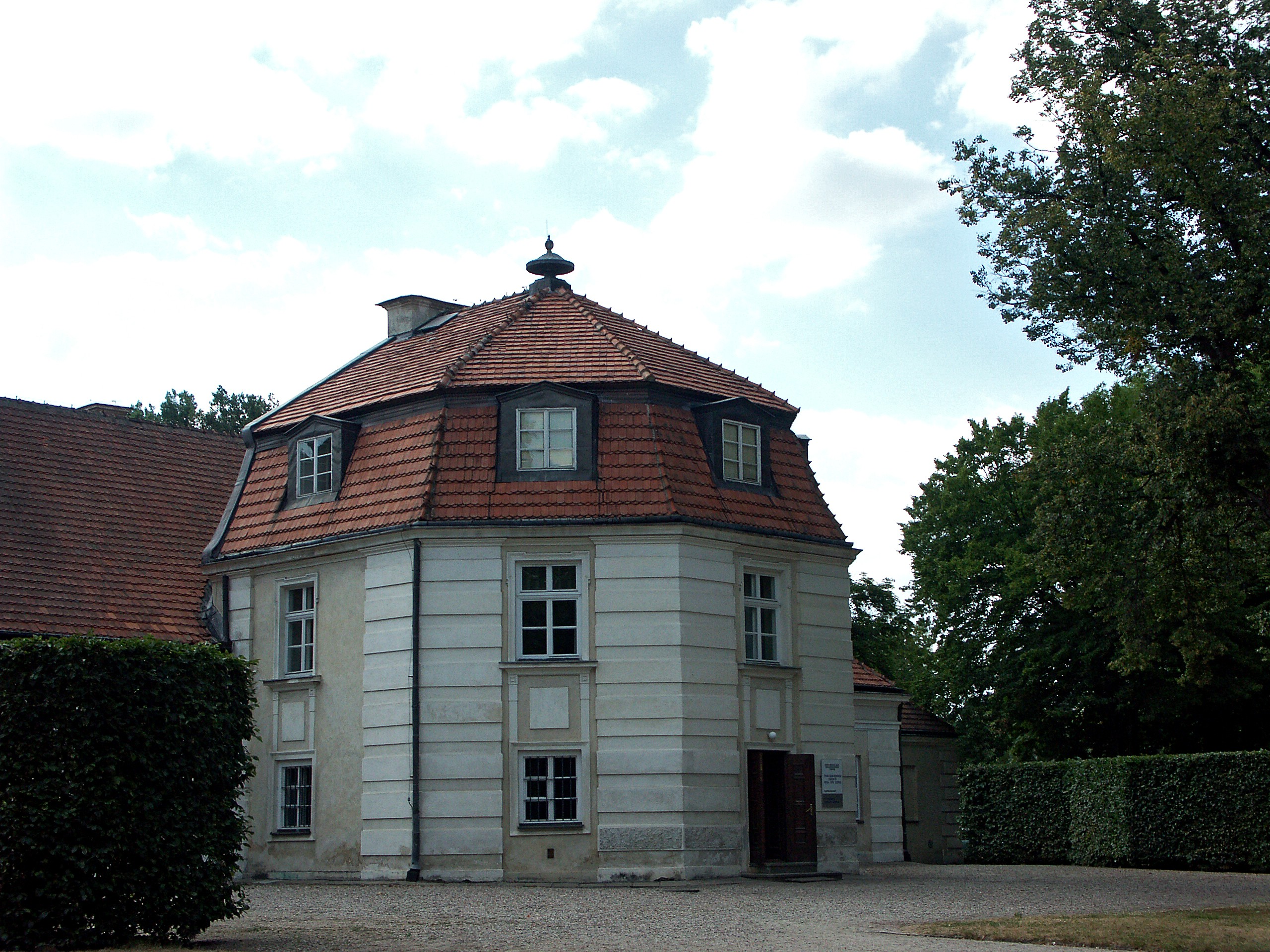
Керамічна мануфактура в Неборові
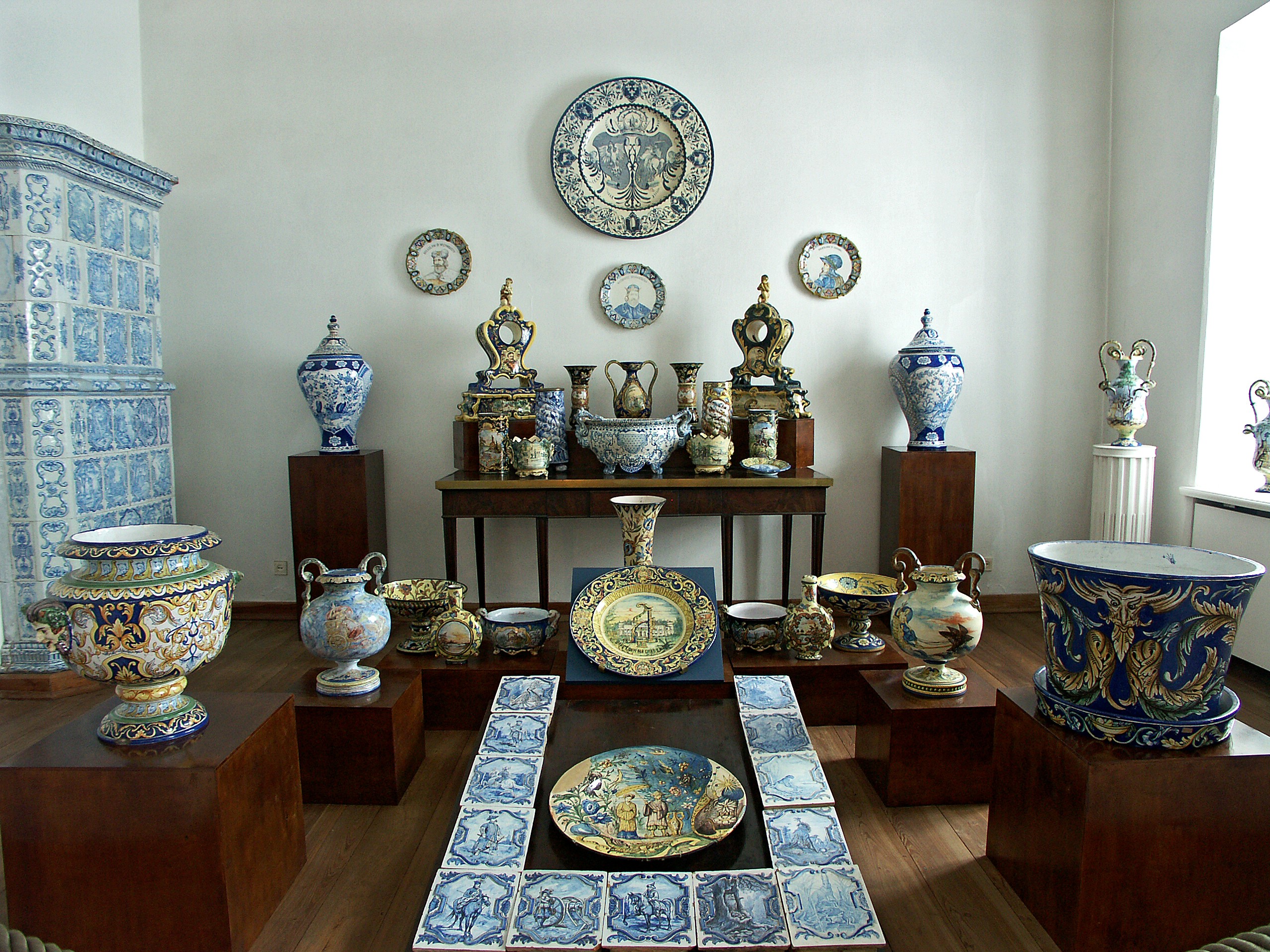
Кахлі та майоліка мануфактури в Неборові
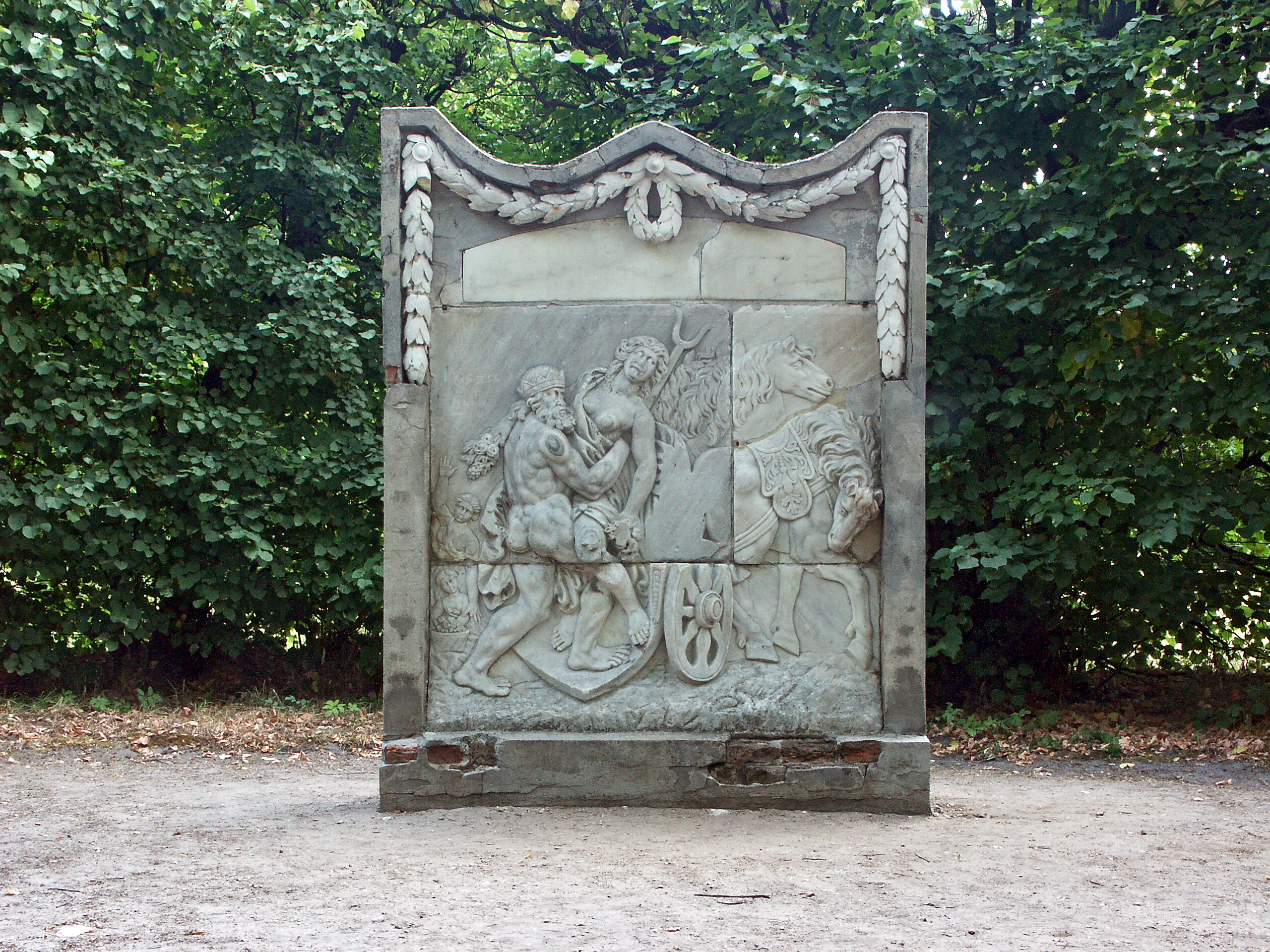
Барельєф у парку «Викрадення Прозерпіни»

### У 20 столітті
Удова продала маєток родичу, володарем став Януш Радзівілл. Він переробляє частку інтер'єрів, а садиба стає модним місцем зустріч польських аристократів у міжвоєнний період. До 1945 р. він залишався володарем садиби. Теріторя підпала під окупацію спочатку німецьких фашистів, потім радянський військових, але садиба була збережена . Посадовці НКВС арештували Радзивіллів і перемістили в концтабір на територію СРСР біля м. Красногорськ, де і померла дружина Януша. Останній вижив і повернувся вже в Соціалістичну Польщу у 1947 р. Але садиба (сад бароко, сад Аркадія, палац, керамічна мануфактура) були вже націоналізовані і стали майном держави. Янущ Радзівіл помер у 1967 р. Садибу в Неборові зробили філією Національного музею в Варшаві.

## Інтер'єри палацу в Неборові

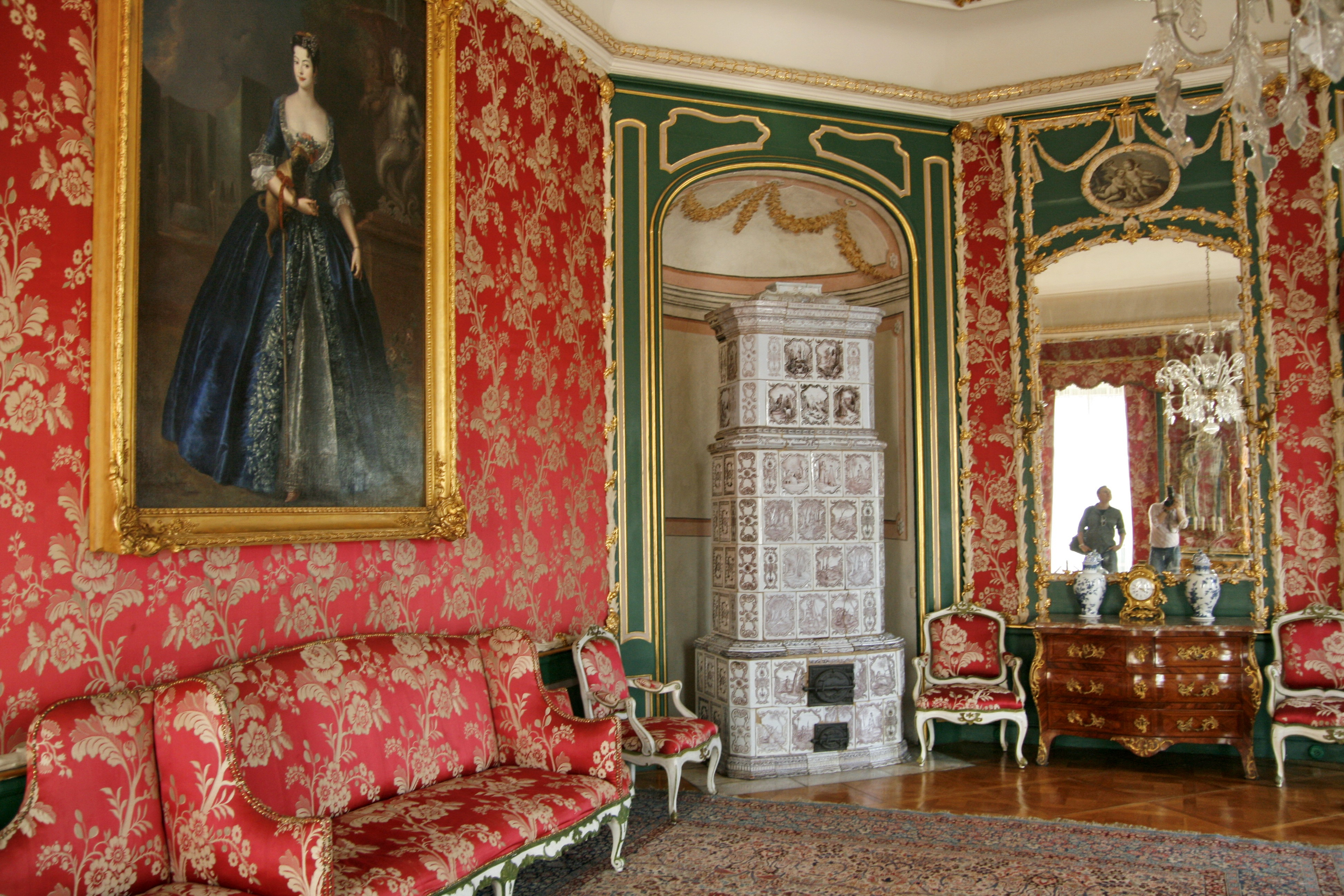
Червоний салон у стилі неорококо, 19 ст.
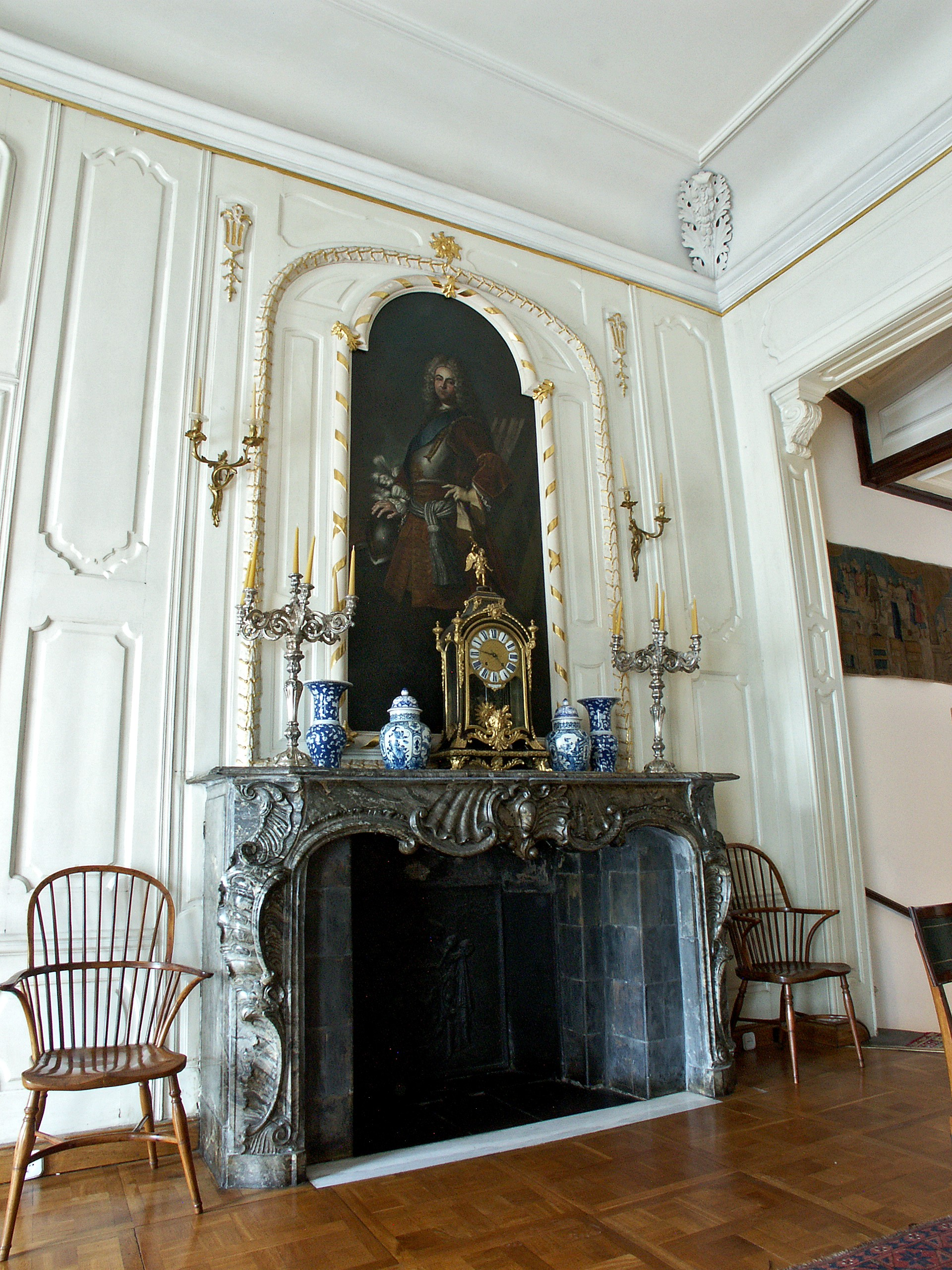
Мала ідальня, камін
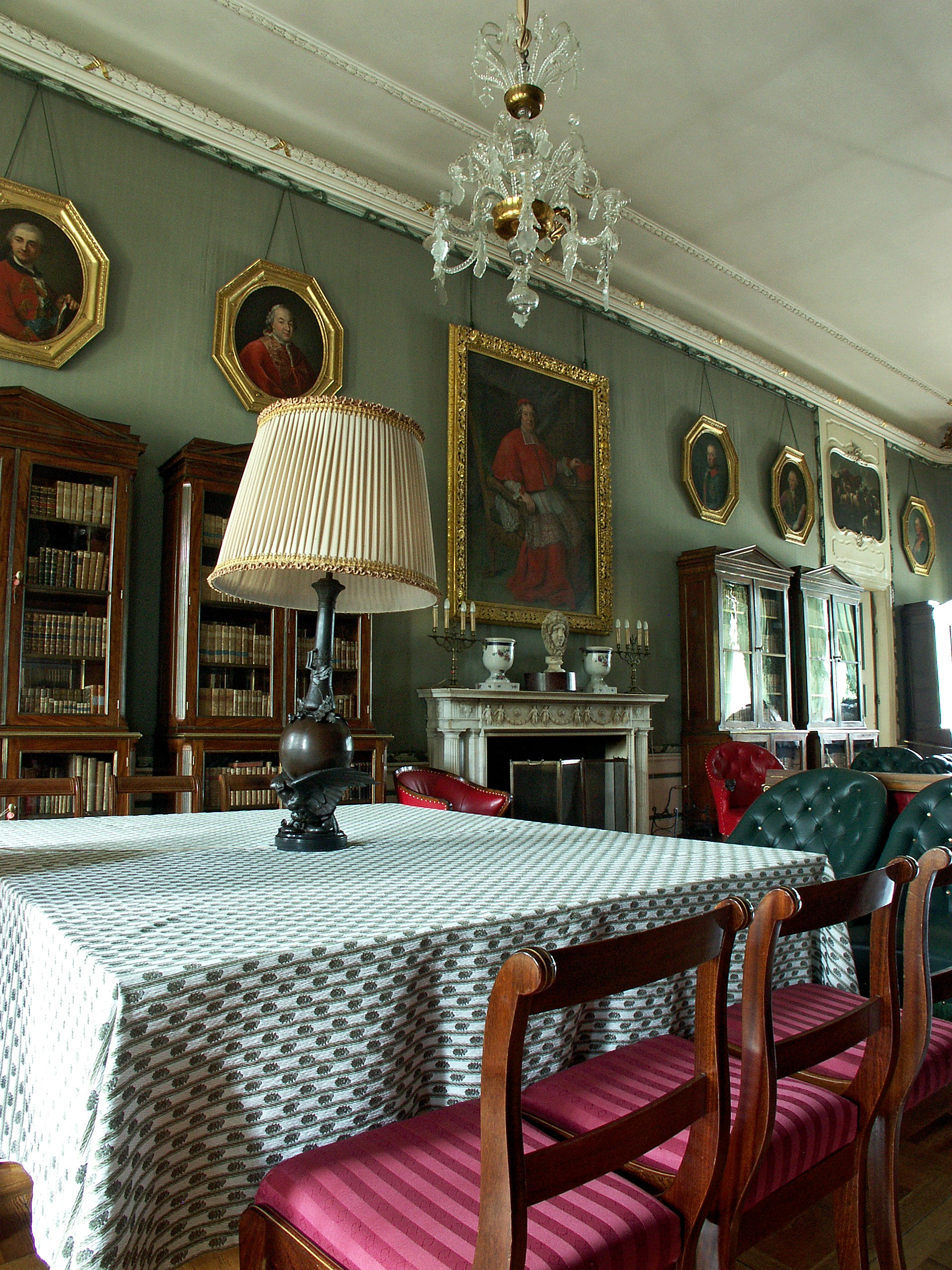
Бібліотека
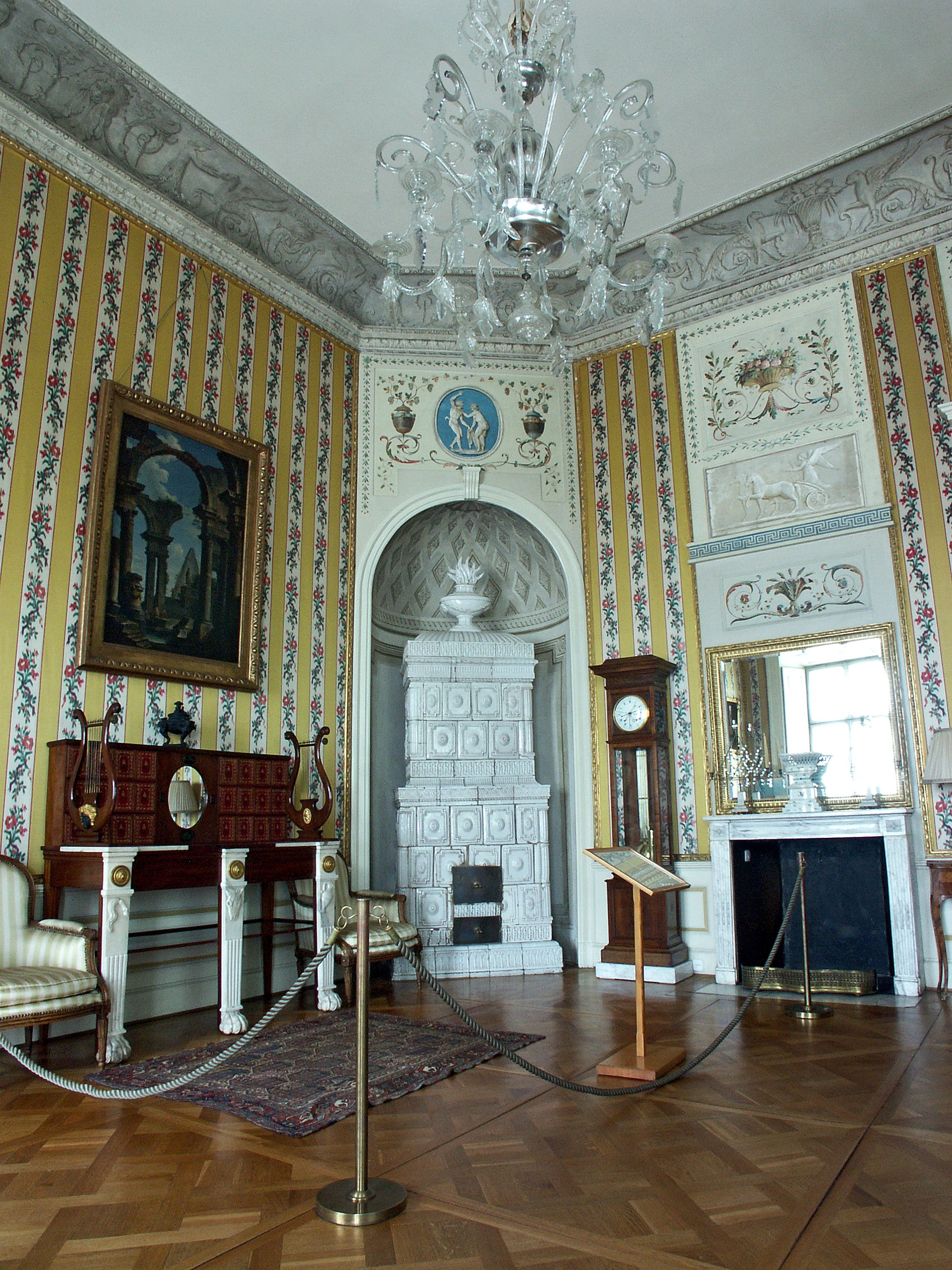
Жовтий кабінет